# Биттенкурт, Леонардо
Леона́рдо Жезу́с Лоуре́йру Биттенку́рт (нем. Leonardo Jesus Loureiro Bittencourt; род. 19 декабря 1993[…], Лейпциг, Лейпциг) — немецкий футболист, полузащитник клуба «Вердер».

## Карьера

### Клубная
Карьеру футболиста Леонардо Биттенкурт начал в 1999 году в молодёжной команде клуба Оберлиги «Энерги» из Котбуса, откуда в 2012 году был приглашён в молодёжную команду дортмундской «Боруссии».
В сезоне 2012/13 Биттенкурт провёл за «Боруссию» 5 игр, в которых забил 1 гол.
Летом 2013 года официально стал футболистом «Ганновера», подписав контракт с клубом до конца июня 2017 года. При этом у руководства рурского клуба будет возможность обратно выкупить права на футболиста.
14 июля 2015 года Биттенкурт перешёл в «Кёльн», подписав контракт до 2019 года. В начале сезона 2016/17 его контракт с «Кёльном» был досрочно продлён до 2021 года. В этом же сезоне «Кёльн» квалифицировался в Лигу Европы УЕФА. Однако уже в сезоне 2017/18 клуб выбыл из Бундеслиги во второй дивизион.
14 мая 2018 года Леонардо Биттенкурт подписал пятилетний договор с клубом «Хоффенхайм». 19 декабря 2018 года в матче против бременского «Вердера» Биттенкурт забил свой первый гол за «Хоффенхайм» — игра закончилась ничьей 1:1.
2 сентября 2019 года Биттенкурт отправился в аренду на один сезон в «Вердер». После того как бременский клуб сохранил место в Бундеслиге в сезоне 2019/20, Биттенкурт перешёл в «Вердер» на постоянной основе.

### В сборной
Биттенкурт выступал за все молодёжные сборные Германии, начиная с 17 лет. С 2012 года по 2015 год выступал за молодёжную сборную до 21 года.

## Семья
28 декабря 2016 года Лео Биттенкурт женился на своей девушке Саскии, с которой футболист с юношества состоял в отношениях. 10 июня 2017 года пара обвенчалась в Кёльне. 3 мая 2018 года у Леонардо и Саскии родилась дочь.